# بوسك مارجيت جونسون
بوسك مارجيت جونسون (بالسويدية: Busk Margit Jonsson)‏ هي مغنية أوبرا وممثلة سويدية، ولدت في 10 سبتمبر 1929.

## وصلات خارجية
- بوسك مارجيت جونسون على موقع IMDb (الإنجليزية)
- بوسك مارجيت جونسون على موقع قاعدة بيانات الأفلام السويدية (السويدية)
- بوسك مارجيت جونسون على موقع قاعدة بيانات الفيلم (الإنجليزية)